# Radu Marinescu
Radu Marinescu (n. 25 mai 1973) este un avocat și politician român, deputat ales în 2024 din partea PSD.  